# 无衬线体
| 无襯線字体                  |
| 襯線字体                    |
| 襯線字体的襯線 （红色部分） |

从左到右：宋体红衬线、宋体、黑体

無襯線體（法語：sans-serif）指沒有襯線的字體，與襯線字體相反，完全抛弃装饰衬线，只剩下主干，造型简明有力，更具现代感，起源也很晚。适用于标题、广告，瞬间的识别性高。
在漢字等東亞字體中称“黑体”，与有衬线的“白体”相对。
这类字体旧称“grotesque”（德语作grotesk）或“哥特体”，在日文中还有（Goshikku-tai，即“哥特体”）的称呼。

## 西文分類

Helvetica体

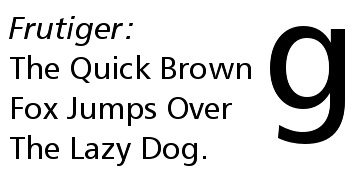
Frutiger体

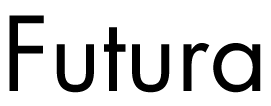
Futura体

主要可以分为以下几类：
- 早期的无衬线体（Grotesk，哥德體）：

哥德體－－早期的无衬线字体设计，如Grotesque或Royal Gothic体。
- 新无衬线体（Neo-Grotesk，新哥德體）：

新哥德體或称为过渡体－－目前所谓的标准无衬线字体，如Helvetica（瑞士体）， Arial和Univers体等等。这些都是最常见的无衬线体。笔画笔直，字体宽度比变化没有人文无衬线体那么明显。由于其平白的外观，过渡无衬线体常被称为“无名的无衬线”体。
- 人文无衬线體（Humanist）：

古典體或稱為人文主義體－－（Johnston、Frutiger、Gill Sans、Lucida、Myriad、Optima、Segoe UI、Tahoma、Trebuchet MS、Verdana）。这些字体是无衬线字体中最具书法特色的，有更强烈的笔画粗细变化和可读性。
- 幾何无衬线體（Geometric）：

幾何體－－（Avant Garde、Century Gothic、Futura、Gotham）、Avenir。顾名思义，几何无衬线体是基于几何形状的，透過鮮明的直線和圓弧的對比來表達幾何圖形美感的一種無襯線字體。从大写字母的"O"的几何特征和小写字母"a"的简单构型就可以看出，几何体拥有最现代的外观和感触。
其他常用的无衬线字体还包括Akzidenz Grotesk、Franklin Gothic、Lucida Sans。

## 东亚分类
- 方體，筆畫的起止之處為方形。

- 叠黑体 - 近似方體，但笔画加粗至极，笔画的交叠部分现出相反的颜色。

- 圆体，笔画的起止处、转折处是圆形的。

- 叠圆体 - 近似圆体，但笔画加粗至极，笔画的交叠部分现出相反的颜色。
- 空叠圆体 - 叠圆体的空心体，只画出笔画的轮廓。

- 综艺体 - 黑体的变体，撇、捺笔画以拐弯的直线代替。

## 无衬线体和粗体
有一种直接将笔画变粗的变体，实际上准确的称呼应该是“粗体”（Bold），但很多非专业人士习惯上也称为“黑体”，造成了中文指称的混乱。与黑體相反的宋体字也可以有粗体，所以不应该和字体的“黑体”混淆。

## 使用
无衬线体因棱角较少，方便渲染，广泛用于电脑螢幕。
微软从Windows Vista开始，用黑体类字体（微软雅黑、微软正黑体）作为預設字体。Linux在文泉驛正黑體加入字库之前，没有可用的黑体字型。苹果公司的Mac OS X很早就用华文细黑作为預設簡體中文字体，於 OS X Snow Leopard 換成黑體-簡；繁體中文的介面字體最開始是「儷黑Pro」，於 OS X Snow Leopard 換成黑體-繁，再於 OS X El Capitan 換成「蘋方」。
昔日在手机等行動裝置上，大多使用宋体。近年智慧型手機幾乎都用黑體，諾基亞的手機使用蒙納黑體顯示已行之有年，iOS平台皆以蘋方作為預設字體，Android平台亦以思源黑體作為預設字體。

## 图库

諺文、假名、漢字的黑体
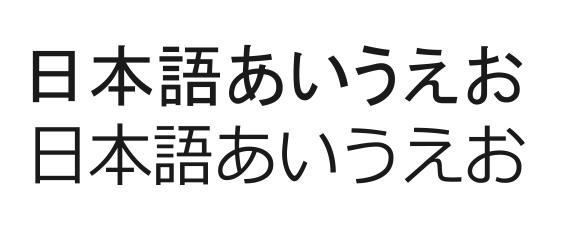
日文黑体：MS PGothic（上）及明瞭體（下）
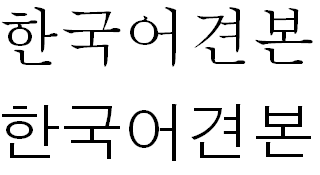
韩语中的衬线体Batang体和无衬线体Dotum体
各种黑体字样本。从上到下：黑体，华文细黑，微软雅黑，微軟正黑體。
汉字中的衬線体Adobe 明体（左上）Adobe 宋体（右上）和无衬線体思源黑體（下）
日文明朝体（小塚明朝）和哥特體（小塚Gothic）